# Waldemar Tura
Waldemar Tura (ur. 14 marca 1942 w Lublinie) – polski szachista i kompozytor szachowy, arcymistrz kompozycji szachowej od 2004 roku.
Po raz pierwszy tematyką kompozycji szachowych zajął się w roku 1956. Do końca lat 80. opublikował ok. 250 zadań, z których 92 otrzymało wyróżnienia, a 47 - nagrody. W prestiżowym albumie FIDE wyróżniono 13 z jego zadań. W VI mistrzostwach Polski zdobył złote medale w zadaniach dwuchodówek i samomatów. Był również wielokrotnym wicemistrzem kraju. W roku 1965 odkrył nowy temat w dziale trzychodówek.
W 2004 r. otrzymał, jako drugi – po Janie Rusinku – Polak w historii, tytuł arcymistrza kompozycji szachowej.
Poniżej przykładowa kompozycja szachowa autorstwa Waldemara Tury.
|   | a | b | c | d | e | f | g | h |   |
| 8 | c8 – Biała wieża · e8 – Biała wieża · b6 – Czarny pionek · c6 – Czarny goniec · e6 – Czarny skoczek · b5 – Czarny pionek · b4 – Czarny pionek · e4 – Biały skoczek · f4 – Czarny pionek · a3 – Czarny goniec · b3 – Biały pionek · d3 – Czarny król · b2 – Czarna wieża · c2 – Biały skoczek · d2 – Biały pionek · f2 – Biały król · a1 – Biały goniec · c1 – Biały hetman · h1 – Biały goniec | c8 – Biała wieża · e8 – Biała wieża · b6 – Czarny pionek · c6 – Czarny goniec · e6 – Czarny skoczek · b5 – Czarny pionek · b4 – Czarny pionek · e4 – Biały skoczek · f4 – Czarny pionek · a3 – Czarny goniec · b3 – Biały pionek · d3 – Czarny król · b2 – Czarna wieża · c2 – Biały skoczek · d2 – Biały pionek · f2 – Biały król · a1 – Biały goniec · c1 – Biały hetman · h1 – Biały goniec | c8 – Biała wieża · e8 – Biała wieża · b6 – Czarny pionek · c6 – Czarny goniec · e6 – Czarny skoczek · b5 – Czarny pionek · b4 – Czarny pionek · e4 – Biały skoczek · f4 – Czarny pionek · a3 – Czarny goniec · b3 – Biały pionek · d3 – Czarny król · b2 – Czarna wieża · c2 – Biały skoczek · d2 – Biały pionek · f2 – Biały król · a1 – Biały goniec · c1 – Biały hetman · h1 – Biały goniec | c8 – Biała wieża · e8 – Biała wieża · b6 – Czarny pionek · c6 – Czarny goniec · e6 – Czarny skoczek · b5 – Czarny pionek · b4 – Czarny pionek · e4 – Biały skoczek · f4 – Czarny pionek · a3 – Czarny goniec · b3 – Biały pionek · d3 – Czarny król · b2 – Czarna wieża · c2 – Biały skoczek · d2 – Biały pionek · f2 – Biały król · a1 – Biały goniec · c1 – Biały hetman · h1 – Biały goniec | c8 – Biała wieża · e8 – Biała wieża · b6 – Czarny pionek · c6 – Czarny goniec · e6 – Czarny skoczek · b5 – Czarny pionek · b4 – Czarny pionek · e4 – Biały skoczek · f4 – Czarny pionek · a3 – Czarny goniec · b3 – Biały pionek · d3 – Czarny król · b2 – Czarna wieża · c2 – Biały skoczek · d2 – Biały pionek · f2 – Biały król · a1 – Biały goniec · c1 – Biały hetman · h1 – Biały goniec | c8 – Biała wieża · e8 – Biała wieża · b6 – Czarny pionek · c6 – Czarny goniec · e6 – Czarny skoczek · b5 – Czarny pionek · b4 – Czarny pionek · e4 – Biały skoczek · f4 – Czarny pionek · a3 – Czarny goniec · b3 – Biały pionek · d3 – Czarny król · b2 – Czarna wieża · c2 – Biały skoczek · d2 – Biały pionek · f2 – Biały król · a1 – Biały goniec · c1 – Biały hetman · h1 – Biały goniec | c8 – Biała wieża · e8 – Biała wieża · b6 – Czarny pionek · c6 – Czarny goniec · e6 – Czarny skoczek · b5 – Czarny pionek · b4 – Czarny pionek · e4 – Biały skoczek · f4 – Czarny pionek · a3 – Czarny goniec · b3 – Biały pionek · d3 – Czarny król · b2 – Czarna wieża · c2 – Biały skoczek · d2 – Biały pionek · f2 – Biały król · a1 – Biały goniec · c1 – Biały hetman · h1 – Biały goniec | c8 – Biała wieża · e8 – Biała wieża · b6 – Czarny pionek · c6 – Czarny goniec · e6 – Czarny skoczek · b5 – Czarny pionek · b4 – Czarny pionek · e4 – Biały skoczek · f4 – Czarny pionek · a3 – Czarny goniec · b3 – Biały pionek · d3 – Czarny król · b2 – Czarna wieża · c2 – Biały skoczek · d2 – Biały pionek · f2 – Biały król · a1 – Biały goniec · c1 – Biały hetman · h1 – Biały goniec | 8 |
| 7 | c8 – Biała wieża · e8 – Biała wieża · b6 – Czarny pionek · c6 – Czarny goniec · e6 – Czarny skoczek · b5 – Czarny pionek · b4 – Czarny pionek · e4 – Biały skoczek · f4 – Czarny pionek · a3 – Czarny goniec · b3 – Biały pionek · d3 – Czarny król · b2 – Czarna wieża · c2 – Biały skoczek · d2 – Biały pionek · f2 – Biały król · a1 – Biały goniec · c1 – Biały hetman · h1 – Biały goniec | c8 – Biała wieża · e8 – Biała wieża · b6 – Czarny pionek · c6 – Czarny goniec · e6 – Czarny skoczek · b5 – Czarny pionek · b4 – Czarny pionek · e4 – Biały skoczek · f4 – Czarny pionek · a3 – Czarny goniec · b3 – Biały pionek · d3 – Czarny król · b2 – Czarna wieża · c2 – Biały skoczek · d2 – Biały pionek · f2 – Biały król · a1 – Biały goniec · c1 – Biały hetman · h1 – Biały goniec | c8 – Biała wieża · e8 – Biała wieża · b6 – Czarny pionek · c6 – Czarny goniec · e6 – Czarny skoczek · b5 – Czarny pionek · b4 – Czarny pionek · e4 – Biały skoczek · f4 – Czarny pionek · a3 – Czarny goniec · b3 – Biały pionek · d3 – Czarny król · b2 – Czarna wieża · c2 – Biały skoczek · d2 – Biały pionek · f2 – Biały król · a1 – Biały goniec · c1 – Biały hetman · h1 – Biały goniec | c8 – Biała wieża · e8 – Biała wieża · b6 – Czarny pionek · c6 – Czarny goniec · e6 – Czarny skoczek · b5 – Czarny pionek · b4 – Czarny pionek · e4 – Biały skoczek · f4 – Czarny pionek · a3 – Czarny goniec · b3 – Biały pionek · d3 – Czarny król · b2 – Czarna wieża · c2 – Biały skoczek · d2 – Biały pionek · f2 – Biały król · a1 – Biały goniec · c1 – Biały hetman · h1 – Biały goniec | c8 – Biała wieża · e8 – Biała wieża · b6 – Czarny pionek · c6 – Czarny goniec · e6 – Czarny skoczek · b5 – Czarny pionek · b4 – Czarny pionek · e4 – Biały skoczek · f4 – Czarny pionek · a3 – Czarny goniec · b3 – Biały pionek · d3 – Czarny król · b2 – Czarna wieża · c2 – Biały skoczek · d2 – Biały pionek · f2 – Biały król · a1 – Biały goniec · c1 – Biały hetman · h1 – Biały goniec | c8 – Biała wieża · e8 – Biała wieża · b6 – Czarny pionek · c6 – Czarny goniec · e6 – Czarny skoczek · b5 – Czarny pionek · b4 – Czarny pionek · e4 – Biały skoczek · f4 – Czarny pionek · a3 – Czarny goniec · b3 – Biały pionek · d3 – Czarny król · b2 – Czarna wieża · c2 – Biały skoczek · d2 – Biały pionek · f2 – Biały król · a1 – Biały goniec · c1 – Biały hetman · h1 – Biały goniec | c8 – Biała wieża · e8 – Biała wieża · b6 – Czarny pionek · c6 – Czarny goniec · e6 – Czarny skoczek · b5 – Czarny pionek · b4 – Czarny pionek · e4 – Biały skoczek · f4 – Czarny pionek · a3 – Czarny goniec · b3 – Biały pionek · d3 – Czarny król · b2 – Czarna wieża · c2 – Biały skoczek · d2 – Biały pionek · f2 – Biały król · a1 – Biały goniec · c1 – Biały hetman · h1 – Biały goniec | c8 – Biała wieża · e8 – Biała wieża · b6 – Czarny pionek · c6 – Czarny goniec · e6 – Czarny skoczek · b5 – Czarny pionek · b4 – Czarny pionek · e4 – Biały skoczek · f4 – Czarny pionek · a3 – Czarny goniec · b3 – Biały pionek · d3 – Czarny król · b2 – Czarna wieża · c2 – Biały skoczek · d2 – Biały pionek · f2 – Biały król · a1 – Biały goniec · c1 – Biały hetman · h1 – Biały goniec | 7 |
| 6 | c8 – Biała wieża · e8 – Biała wieża · b6 – Czarny pionek · c6 – Czarny goniec · e6 – Czarny skoczek · b5 – Czarny pionek · b4 – Czarny pionek · e4 – Biały skoczek · f4 – Czarny pionek · a3 – Czarny goniec · b3 – Biały pionek · d3 – Czarny król · b2 – Czarna wieża · c2 – Biały skoczek · d2 – Biały pionek · f2 – Biały król · a1 – Biały goniec · c1 – Biały hetman · h1 – Biały goniec | c8 – Biała wieża · e8 – Biała wieża · b6 – Czarny pionek · c6 – Czarny goniec · e6 – Czarny skoczek · b5 – Czarny pionek · b4 – Czarny pionek · e4 – Biały skoczek · f4 – Czarny pionek · a3 – Czarny goniec · b3 – Biały pionek · d3 – Czarny król · b2 – Czarna wieża · c2 – Biały skoczek · d2 – Biały pionek · f2 – Biały król · a1 – Biały goniec · c1 – Biały hetman · h1 – Biały goniec | c8 – Biała wieża · e8 – Biała wieża · b6 – Czarny pionek · c6 – Czarny goniec · e6 – Czarny skoczek · b5 – Czarny pionek · b4 – Czarny pionek · e4 – Biały skoczek · f4 – Czarny pionek · a3 – Czarny goniec · b3 – Biały pionek · d3 – Czarny król · b2 – Czarna wieża · c2 – Biały skoczek · d2 – Biały pionek · f2 – Biały król · a1 – Biały goniec · c1 – Biały hetman · h1 – Biały goniec | c8 – Biała wieża · e8 – Biała wieża · b6 – Czarny pionek · c6 – Czarny goniec · e6 – Czarny skoczek · b5 – Czarny pionek · b4 – Czarny pionek · e4 – Biały skoczek · f4 – Czarny pionek · a3 – Czarny goniec · b3 – Biały pionek · d3 – Czarny król · b2 – Czarna wieża · c2 – Biały skoczek · d2 – Biały pionek · f2 – Biały król · a1 – Biały goniec · c1 – Biały hetman · h1 – Biały goniec | c8 – Biała wieża · e8 – Biała wieża · b6 – Czarny pionek · c6 – Czarny goniec · e6 – Czarny skoczek · b5 – Czarny pionek · b4 – Czarny pionek · e4 – Biały skoczek · f4 – Czarny pionek · a3 – Czarny goniec · b3 – Biały pionek · d3 – Czarny król · b2 – Czarna wieża · c2 – Biały skoczek · d2 – Biały pionek · f2 – Biały król · a1 – Biały goniec · c1 – Biały hetman · h1 – Biały goniec | c8 – Biała wieża · e8 – Biała wieża · b6 – Czarny pionek · c6 – Czarny goniec · e6 – Czarny skoczek · b5 – Czarny pionek · b4 – Czarny pionek · e4 – Biały skoczek · f4 – Czarny pionek · a3 – Czarny goniec · b3 – Biały pionek · d3 – Czarny król · b2 – Czarna wieża · c2 – Biały skoczek · d2 – Biały pionek · f2 – Biały król · a1 – Biały goniec · c1 – Biały hetman · h1 – Biały goniec | c8 – Biała wieża · e8 – Biała wieża · b6 – Czarny pionek · c6 – Czarny goniec · e6 – Czarny skoczek · b5 – Czarny pionek · b4 – Czarny pionek · e4 – Biały skoczek · f4 – Czarny pionek · a3 – Czarny goniec · b3 – Biały pionek · d3 – Czarny król · b2 – Czarna wieża · c2 – Biały skoczek · d2 – Biały pionek · f2 – Biały król · a1 – Biały goniec · c1 – Biały hetman · h1 – Biały goniec | c8 – Biała wieża · e8 – Biała wieża · b6 – Czarny pionek · c6 – Czarny goniec · e6 – Czarny skoczek · b5 – Czarny pionek · b4 – Czarny pionek · e4 – Biały skoczek · f4 – Czarny pionek · a3 – Czarny goniec · b3 – Biały pionek · d3 – Czarny król · b2 – Czarna wieża · c2 – Biały skoczek · d2 – Biały pionek · f2 – Biały król · a1 – Biały goniec · c1 – Biały hetman · h1 – Biały goniec | 6 |
| 5 | c8 – Biała wieża · e8 – Biała wieża · b6 – Czarny pionek · c6 – Czarny goniec · e6 – Czarny skoczek · b5 – Czarny pionek · b4 – Czarny pionek · e4 – Biały skoczek · f4 – Czarny pionek · a3 – Czarny goniec · b3 – Biały pionek · d3 – Czarny król · b2 – Czarna wieża · c2 – Biały skoczek · d2 – Biały pionek · f2 – Biały król · a1 – Biały goniec · c1 – Biały hetman · h1 – Biały goniec | c8 – Biała wieża · e8 – Biała wieża · b6 – Czarny pionek · c6 – Czarny goniec · e6 – Czarny skoczek · b5 – Czarny pionek · b4 – Czarny pionek · e4 – Biały skoczek · f4 – Czarny pionek · a3 – Czarny goniec · b3 – Biały pionek · d3 – Czarny król · b2 – Czarna wieża · c2 – Biały skoczek · d2 – Biały pionek · f2 – Biały król · a1 – Biały goniec · c1 – Biały hetman · h1 – Biały goniec | c8 – Biała wieża · e8 – Biała wieża · b6 – Czarny pionek · c6 – Czarny goniec · e6 – Czarny skoczek · b5 – Czarny pionek · b4 – Czarny pionek · e4 – Biały skoczek · f4 – Czarny pionek · a3 – Czarny goniec · b3 – Biały pionek · d3 – Czarny król · b2 – Czarna wieża · c2 – Biały skoczek · d2 – Biały pionek · f2 – Biały król · a1 – Biały goniec · c1 – Biały hetman · h1 – Biały goniec | c8 – Biała wieża · e8 – Biała wieża · b6 – Czarny pionek · c6 – Czarny goniec · e6 – Czarny skoczek · b5 – Czarny pionek · b4 – Czarny pionek · e4 – Biały skoczek · f4 – Czarny pionek · a3 – Czarny goniec · b3 – Biały pionek · d3 – Czarny król · b2 – Czarna wieża · c2 – Biały skoczek · d2 – Biały pionek · f2 – Biały król · a1 – Biały goniec · c1 – Biały hetman · h1 – Biały goniec | c8 – Biała wieża · e8 – Biała wieża · b6 – Czarny pionek · c6 – Czarny goniec · e6 – Czarny skoczek · b5 – Czarny pionek · b4 – Czarny pionek · e4 – Biały skoczek · f4 – Czarny pionek · a3 – Czarny goniec · b3 – Biały pionek · d3 – Czarny król · b2 – Czarna wieża · c2 – Biały skoczek · d2 – Biały pionek · f2 – Biały król · a1 – Biały goniec · c1 – Biały hetman · h1 – Biały goniec | c8 – Biała wieża · e8 – Biała wieża · b6 – Czarny pionek · c6 – Czarny goniec · e6 – Czarny skoczek · b5 – Czarny pionek · b4 – Czarny pionek · e4 – Biały skoczek · f4 – Czarny pionek · a3 – Czarny goniec · b3 – Biały pionek · d3 – Czarny król · b2 – Czarna wieża · c2 – Biały skoczek · d2 – Biały pionek · f2 – Biały król · a1 – Biały goniec · c1 – Biały hetman · h1 – Biały goniec | c8 – Biała wieża · e8 – Biała wieża · b6 – Czarny pionek · c6 – Czarny goniec · e6 – Czarny skoczek · b5 – Czarny pionek · b4 – Czarny pionek · e4 – Biały skoczek · f4 – Czarny pionek · a3 – Czarny goniec · b3 – Biały pionek · d3 – Czarny król · b2 – Czarna wieża · c2 – Biały skoczek · d2 – Biały pionek · f2 – Biały król · a1 – Biały goniec · c1 – Biały hetman · h1 – Biały goniec | c8 – Biała wieża · e8 – Biała wieża · b6 – Czarny pionek · c6 – Czarny goniec · e6 – Czarny skoczek · b5 – Czarny pionek · b4 – Czarny pionek · e4 – Biały skoczek · f4 – Czarny pionek · a3 – Czarny goniec · b3 – Biały pionek · d3 – Czarny król · b2 – Czarna wieża · c2 – Biały skoczek · d2 – Biały pionek · f2 – Biały król · a1 – Biały goniec · c1 – Biały hetman · h1 – Biały goniec | 5 |
| 4 | c8 – Biała wieża · e8 – Biała wieża · b6 – Czarny pionek · c6 – Czarny goniec · e6 – Czarny skoczek · b5 – Czarny pionek · b4 – Czarny pionek · e4 – Biały skoczek · f4 – Czarny pionek · a3 – Czarny goniec · b3 – Biały pionek · d3 – Czarny król · b2 – Czarna wieża · c2 – Biały skoczek · d2 – Biały pionek · f2 – Biały król · a1 – Biały goniec · c1 – Biały hetman · h1 – Biały goniec | c8 – Biała wieża · e8 – Biała wieża · b6 – Czarny pionek · c6 – Czarny goniec · e6 – Czarny skoczek · b5 – Czarny pionek · b4 – Czarny pionek · e4 – Biały skoczek · f4 – Czarny pionek · a3 – Czarny goniec · b3 – Biały pionek · d3 – Czarny król · b2 – Czarna wieża · c2 – Biały skoczek · d2 – Biały pionek · f2 – Biały król · a1 – Biały goniec · c1 – Biały hetman · h1 – Biały goniec | c8 – Biała wieża · e8 – Biała wieża · b6 – Czarny pionek · c6 – Czarny goniec · e6 – Czarny skoczek · b5 – Czarny pionek · b4 – Czarny pionek · e4 – Biały skoczek · f4 – Czarny pionek · a3 – Czarny goniec · b3 – Biały pionek · d3 – Czarny król · b2 – Czarna wieża · c2 – Biały skoczek · d2 – Biały pionek · f2 – Biały król · a1 – Biały goniec · c1 – Biały hetman · h1 – Biały goniec | c8 – Biała wieża · e8 – Biała wieża · b6 – Czarny pionek · c6 – Czarny goniec · e6 – Czarny skoczek · b5 – Czarny pionek · b4 – Czarny pionek · e4 – Biały skoczek · f4 – Czarny pionek · a3 – Czarny goniec · b3 – Biały pionek · d3 – Czarny król · b2 – Czarna wieża · c2 – Biały skoczek · d2 – Biały pionek · f2 – Biały król · a1 – Biały goniec · c1 – Biały hetman · h1 – Biały goniec | c8 – Biała wieża · e8 – Biała wieża · b6 – Czarny pionek · c6 – Czarny goniec · e6 – Czarny skoczek · b5 – Czarny pionek · b4 – Czarny pionek · e4 – Biały skoczek · f4 – Czarny pionek · a3 – Czarny goniec · b3 – Biały pionek · d3 – Czarny król · b2 – Czarna wieża · c2 – Biały skoczek · d2 – Biały pionek · f2 – Biały król · a1 – Biały goniec · c1 – Biały hetman · h1 – Biały goniec | c8 – Biała wieża · e8 – Biała wieża · b6 – Czarny pionek · c6 – Czarny goniec · e6 – Czarny skoczek · b5 – Czarny pionek · b4 – Czarny pionek · e4 – Biały skoczek · f4 – Czarny pionek · a3 – Czarny goniec · b3 – Biały pionek · d3 – Czarny król · b2 – Czarna wieża · c2 – Biały skoczek · d2 – Biały pionek · f2 – Biały król · a1 – Biały goniec · c1 – Biały hetman · h1 – Biały goniec | c8 – Biała wieża · e8 – Biała wieża · b6 – Czarny pionek · c6 – Czarny goniec · e6 – Czarny skoczek · b5 – Czarny pionek · b4 – Czarny pionek · e4 – Biały skoczek · f4 – Czarny pionek · a3 – Czarny goniec · b3 – Biały pionek · d3 – Czarny król · b2 – Czarna wieża · c2 – Biały skoczek · d2 – Biały pionek · f2 – Biały król · a1 – Biały goniec · c1 – Biały hetman · h1 – Biały goniec | c8 – Biała wieża · e8 – Biała wieża · b6 – Czarny pionek · c6 – Czarny goniec · e6 – Czarny skoczek · b5 – Czarny pionek · b4 – Czarny pionek · e4 – Biały skoczek · f4 – Czarny pionek · a3 – Czarny goniec · b3 – Biały pionek · d3 – Czarny król · b2 – Czarna wieża · c2 – Biały skoczek · d2 – Biały pionek · f2 – Biały król · a1 – Biały goniec · c1 – Biały hetman · h1 – Biały goniec | 4 |
| 3 | c8 – Biała wieża · e8 – Biała wieża · b6 – Czarny pionek · c6 – Czarny goniec · e6 – Czarny skoczek · b5 – Czarny pionek · b4 – Czarny pionek · e4 – Biały skoczek · f4 – Czarny pionek · a3 – Czarny goniec · b3 – Biały pionek · d3 – Czarny król · b2 – Czarna wieża · c2 – Biały skoczek · d2 – Biały pionek · f2 – Biały król · a1 – Biały goniec · c1 – Biały hetman · h1 – Biały goniec | c8 – Biała wieża · e8 – Biała wieża · b6 – Czarny pionek · c6 – Czarny goniec · e6 – Czarny skoczek · b5 – Czarny pionek · b4 – Czarny pionek · e4 – Biały skoczek · f4 – Czarny pionek · a3 – Czarny goniec · b3 – Biały pionek · d3 – Czarny król · b2 – Czarna wieża · c2 – Biały skoczek · d2 – Biały pionek · f2 – Biały król · a1 – Biały goniec · c1 – Biały hetman · h1 – Biały goniec | c8 – Biała wieża · e8 – Biała wieża · b6 – Czarny pionek · c6 – Czarny goniec · e6 – Czarny skoczek · b5 – Czarny pionek · b4 – Czarny pionek · e4 – Biały skoczek · f4 – Czarny pionek · a3 – Czarny goniec · b3 – Biały pionek · d3 – Czarny król · b2 – Czarna wieża · c2 – Biały skoczek · d2 – Biały pionek · f2 – Biały król · a1 – Biały goniec · c1 – Biały hetman · h1 – Biały goniec | c8 – Biała wieża · e8 – Biała wieża · b6 – Czarny pionek · c6 – Czarny goniec · e6 – Czarny skoczek · b5 – Czarny pionek · b4 – Czarny pionek · e4 – Biały skoczek · f4 – Czarny pionek · a3 – Czarny goniec · b3 – Biały pionek · d3 – Czarny król · b2 – Czarna wieża · c2 – Biały skoczek · d2 – Biały pionek · f2 – Biały król · a1 – Biały goniec · c1 – Biały hetman · h1 – Biały goniec | c8 – Biała wieża · e8 – Biała wieża · b6 – Czarny pionek · c6 – Czarny goniec · e6 – Czarny skoczek · b5 – Czarny pionek · b4 – Czarny pionek · e4 – Biały skoczek · f4 – Czarny pionek · a3 – Czarny goniec · b3 – Biały pionek · d3 – Czarny król · b2 – Czarna wieża · c2 – Biały skoczek · d2 – Biały pionek · f2 – Biały król · a1 – Biały goniec · c1 – Biały hetman · h1 – Biały goniec | c8 – Biała wieża · e8 – Biała wieża · b6 – Czarny pionek · c6 – Czarny goniec · e6 – Czarny skoczek · b5 – Czarny pionek · b4 – Czarny pionek · e4 – Biały skoczek · f4 – Czarny pionek · a3 – Czarny goniec · b3 – Biały pionek · d3 – Czarny król · b2 – Czarna wieża · c2 – Biały skoczek · d2 – Biały pionek · f2 – Biały król · a1 – Biały goniec · c1 – Biały hetman · h1 – Biały goniec | c8 – Biała wieża · e8 – Biała wieża · b6 – Czarny pionek · c6 – Czarny goniec · e6 – Czarny skoczek · b5 – Czarny pionek · b4 – Czarny pionek · e4 – Biały skoczek · f4 – Czarny pionek · a3 – Czarny goniec · b3 – Biały pionek · d3 – Czarny król · b2 – Czarna wieża · c2 – Biały skoczek · d2 – Biały pionek · f2 – Biały król · a1 – Biały goniec · c1 – Biały hetman · h1 – Biały goniec | c8 – Biała wieża · e8 – Biała wieża · b6 – Czarny pionek · c6 – Czarny goniec · e6 – Czarny skoczek · b5 – Czarny pionek · b4 – Czarny pionek · e4 – Biały skoczek · f4 – Czarny pionek · a3 – Czarny goniec · b3 – Biały pionek · d3 – Czarny król · b2 – Czarna wieża · c2 – Biały skoczek · d2 – Biały pionek · f2 – Biały król · a1 – Biały goniec · c1 – Biały hetman · h1 – Biały goniec | 3 |
| 2 | c8 – Biała wieża · e8 – Biała wieża · b6 – Czarny pionek · c6 – Czarny goniec · e6 – Czarny skoczek · b5 – Czarny pionek · b4 – Czarny pionek · e4 – Biały skoczek · f4 – Czarny pionek · a3 – Czarny goniec · b3 – Biały pionek · d3 – Czarny król · b2 – Czarna wieża · c2 – Biały skoczek · d2 – Biały pionek · f2 – Biały król · a1 – Biały goniec · c1 – Biały hetman · h1 – Biały goniec | c8 – Biała wieża · e8 – Biała wieża · b6 – Czarny pionek · c6 – Czarny goniec · e6 – Czarny skoczek · b5 – Czarny pionek · b4 – Czarny pionek · e4 – Biały skoczek · f4 – Czarny pionek · a3 – Czarny goniec · b3 – Biały pionek · d3 – Czarny król · b2 – Czarna wieża · c2 – Biały skoczek · d2 – Biały pionek · f2 – Biały król · a1 – Biały goniec · c1 – Biały hetman · h1 – Biały goniec | c8 – Biała wieża · e8 – Biała wieża · b6 – Czarny pionek · c6 – Czarny goniec · e6 – Czarny skoczek · b5 – Czarny pionek · b4 – Czarny pionek · e4 – Biały skoczek · f4 – Czarny pionek · a3 – Czarny goniec · b3 – Biały pionek · d3 – Czarny król · b2 – Czarna wieża · c2 – Biały skoczek · d2 – Biały pionek · f2 – Biały król · a1 – Biały goniec · c1 – Biały hetman · h1 – Biały goniec | c8 – Biała wieża · e8 – Biała wieża · b6 – Czarny pionek · c6 – Czarny goniec · e6 – Czarny skoczek · b5 – Czarny pionek · b4 – Czarny pionek · e4 – Biały skoczek · f4 – Czarny pionek · a3 – Czarny goniec · b3 – Biały pionek · d3 – Czarny król · b2 – Czarna wieża · c2 – Biały skoczek · d2 – Biały pionek · f2 – Biały król · a1 – Biały goniec · c1 – Biały hetman · h1 – Biały goniec | c8 – Biała wieża · e8 – Biała wieża · b6 – Czarny pionek · c6 – Czarny goniec · e6 – Czarny skoczek · b5 – Czarny pionek · b4 – Czarny pionek · e4 – Biały skoczek · f4 – Czarny pionek · a3 – Czarny goniec · b3 – Biały pionek · d3 – Czarny król · b2 – Czarna wieża · c2 – Biały skoczek · d2 – Biały pionek · f2 – Biały król · a1 – Biały goniec · c1 – Biały hetman · h1 – Biały goniec | c8 – Biała wieża · e8 – Biała wieża · b6 – Czarny pionek · c6 – Czarny goniec · e6 – Czarny skoczek · b5 – Czarny pionek · b4 – Czarny pionek · e4 – Biały skoczek · f4 – Czarny pionek · a3 – Czarny goniec · b3 – Biały pionek · d3 – Czarny król · b2 – Czarna wieża · c2 – Biały skoczek · d2 – Biały pionek · f2 – Biały król · a1 – Biały goniec · c1 – Biały hetman · h1 – Biały goniec | c8 – Biała wieża · e8 – Biała wieża · b6 – Czarny pionek · c6 – Czarny goniec · e6 – Czarny skoczek · b5 – Czarny pionek · b4 – Czarny pionek · e4 – Biały skoczek · f4 – Czarny pionek · a3 – Czarny goniec · b3 – Biały pionek · d3 – Czarny król · b2 – Czarna wieża · c2 – Biały skoczek · d2 – Biały pionek · f2 – Biały król · a1 – Biały goniec · c1 – Biały hetman · h1 – Biały goniec | c8 – Biała wieża · e8 – Biała wieża · b6 – Czarny pionek · c6 – Czarny goniec · e6 – Czarny skoczek · b5 – Czarny pionek · b4 – Czarny pionek · e4 – Biały skoczek · f4 – Czarny pionek · a3 – Czarny goniec · b3 – Biały pionek · d3 – Czarny król · b2 – Czarna wieża · c2 – Biały skoczek · d2 – Biały pionek · f2 – Biały król · a1 – Biały goniec · c1 – Biały hetman · h1 – Biały goniec | 2 |
| 1 | c8 – Biała wieża · e8 – Biała wieża · b6 – Czarny pionek · c6 – Czarny goniec · e6 – Czarny skoczek · b5 – Czarny pionek · b4 – Czarny pionek · e4 – Biały skoczek · f4 – Czarny pionek · a3 – Czarny goniec · b3 – Biały pionek · d3 – Czarny król · b2 – Czarna wieża · c2 – Biały skoczek · d2 – Biały pionek · f2 – Biały król · a1 – Biały goniec · c1 – Biały hetman · h1 – Biały goniec | c8 – Biała wieża · e8 – Biała wieża · b6 – Czarny pionek · c6 – Czarny goniec · e6 – Czarny skoczek · b5 – Czarny pionek · b4 – Czarny pionek · e4 – Biały skoczek · f4 – Czarny pionek · a3 – Czarny goniec · b3 – Biały pionek · d3 – Czarny król · b2 – Czarna wieża · c2 – Biały skoczek · d2 – Biały pionek · f2 – Biały król · a1 – Biały goniec · c1 – Biały hetman · h1 – Biały goniec | c8 – Biała wieża · e8 – Biała wieża · b6 – Czarny pionek · c6 – Czarny goniec · e6 – Czarny skoczek · b5 – Czarny pionek · b4 – Czarny pionek · e4 – Biały skoczek · f4 – Czarny pionek · a3 – Czarny goniec · b3 – Biały pionek · d3 – Czarny król · b2 – Czarna wieża · c2 – Biały skoczek · d2 – Biały pionek · f2 – Biały król · a1 – Biały goniec · c1 – Biały hetman · h1 – Biały goniec | c8 – Biała wieża · e8 – Biała wieża · b6 – Czarny pionek · c6 – Czarny goniec · e6 – Czarny skoczek · b5 – Czarny pionek · b4 – Czarny pionek · e4 – Biały skoczek · f4 – Czarny pionek · a3 – Czarny goniec · b3 – Biały pionek · d3 – Czarny król · b2 – Czarna wieża · c2 – Biały skoczek · d2 – Biały pionek · f2 – Biały król · a1 – Biały goniec · c1 – Biały hetman · h1 – Biały goniec | c8 – Biała wieża · e8 – Biała wieża · b6 – Czarny pionek · c6 – Czarny goniec · e6 – Czarny skoczek · b5 – Czarny pionek · b4 – Czarny pionek · e4 – Biały skoczek · f4 – Czarny pionek · a3 – Czarny goniec · b3 – Biały pionek · d3 – Czarny król · b2 – Czarna wieża · c2 – Biały skoczek · d2 – Biały pionek · f2 – Biały król · a1 – Biały goniec · c1 – Biały hetman · h1 – Biały goniec | c8 – Biała wieża · e8 – Biała wieża · b6 – Czarny pionek · c6 – Czarny goniec · e6 – Czarny skoczek · b5 – Czarny pionek · b4 – Czarny pionek · e4 – Biały skoczek · f4 – Czarny pionek · a3 – Czarny goniec · b3 – Biały pionek · d3 – Czarny król · b2 – Czarna wieża · c2 – Biały skoczek · d2 – Biały pionek · f2 – Biały król · a1 – Biały goniec · c1 – Biały hetman · h1 – Biały goniec | c8 – Biała wieża · e8 – Biała wieża · b6 – Czarny pionek · c6 – Czarny goniec · e6 – Czarny skoczek · b5 – Czarny pionek · b4 – Czarny pionek · e4 – Biały skoczek · f4 – Czarny pionek · a3 – Czarny goniec · b3 – Biały pionek · d3 – Czarny król · b2 – Czarna wieża · c2 – Biały skoczek · d2 – Biały pionek · f2 – Biały król · a1 – Biały goniec · c1 – Biały hetman · h1 – Biały goniec | c8 – Biała wieża · e8 – Biała wieża · b6 – Czarny pionek · c6 – Czarny goniec · e6 – Czarny skoczek · b5 – Czarny pionek · b4 – Czarny pionek · e4 – Biały skoczek · f4 – Czarny pionek · a3 – Czarny goniec · b3 – Biały pionek · d3 – Czarny król · b2 – Czarna wieża · c2 – Biały skoczek · d2 – Biały pionek · f2 – Biały król · a1 – Biały goniec · c1 – Biały hetman · h1 – Biały goniec | 1 |
|   | a | b | c | d | e | f | g | h |   |

Rozwiązanie: [1.Gf3! z groźbą mata  2.Ge2]
(zaznacz tekst pomiędzy nawiasami, aby zobaczyć rozwiązanie)